# Ljerka Glonar
Ljerka Glonar, slovenska zdravnica transfuziologinja, *24. julij 1926, Celje, † 16. april 2019.
Kot dolgoletna raziskovalka in vodja več oddelkov Zavoda RS za transfuzijsko medicino je pomembno prispevala k razvoju transfuzijske medicine v Sloveniji.

## Življenjepis
Zgodnjo mladost je preživela v rodnem Celju, ob izbruhu druge svetovne vojne pa je morala družina v izgnanstvo na Hrvaško. Glonarjeva je končala srednjo šolo v Križevcih in se vpisala na Medicinsko fakulteto v Zagrebu, kjer je diplomirala leta 1962 ter tri leta kasneje opravila specialistični izpit iz transfuziologije. Leta 1976 je doktorirala pod mentorstvom Vladimirja Trampuža na Medicinski fakulteti v Ljubljani z disertacijo na temo senzibilizacije Rh (COBISS). Po doktoratu se je usposabljala na transfuzioloških ustanovah po Evropi in v ZDA.
Že med študijem je opravila pripravništvo in se zaposlila na takratnem Republiškem zavodu za transfuzijsko medicino ter tam delovala vse do svoje upokojitve. Tam je med drugim opravljala naloge predstojnice Oddelka za konzervacijo in predelavo krvi ter Imunohematološkega oddelka, pa tudi pomočnice in vršilke dolžnosti direktorja ter predsednice strokovnega sveta. Vzporedno je bila leta 1976 izvoljena za docentko na Medicinski fakulteti v Ljubljani, kjer je leta 1985 napredovala do položaja izredne profesorice transfuziologije. Predavala je tudi na Fakulteti za naravoslovje in tehnologijo v Ljubljani.
Strokovno se je najprej ukvarjala z uvajanjem krvnih derivatov za zdravljenje hemofilije, nato pa se je posvetila problematiki hemolitične bolezni novorojenčkov, kar je predstavljalo osnovo njene doktorske raziskave. V ta namen je razvila hiperimunsko plazmo z imunoglobulinom anti-D. Po njeni zaslugi je zavod uvedel sistematično zaščito nosečnic in porodnic pred senzibilizacijo na antigen RhD. Še eno področje njenega strokovnega udejstvovanja je bilo preprečevanje prenosa s krvjo prenosljivih bolezni, kot je aids, ob transfuzijah.

## Priznanja
Ob osemdesetletnici leta 2006 ji je takratni predsednik Republike Slovenije Janez Drnovšek podelil zlati red za zasluge, za »življenjsko delo v slovenski transfuzijski medicini, posebej za zasluge pri odkrivanju in preprečevanju hemolitične bolezni novorojenčka«.